# Giovanni di Bicci Medičejski
Giovanni di Bicci de’ Medici, florentinski trgovec in bankir, * 1360, † 1429, Firence.
Ustanovil je banko Banca de' Medici in si ustvaril veliko bogastvo. S preudarno skromnostjo, osebnimi zvezami, donatorstvom, investiranjem v razvoj mesta, si je pridobil naklonjenost meščanov, ki je omogočila naslednjim rodovom Medičejcev, da so v republikanskem okolju odločilno vplivali na upravljanje mestne države in pripeljali Firence v sam vrh evropske kulture in umetnosti.

## Pot do bogastva
Giovanni je prevzel družinsko delavnico za predelovanje volne (iz surove oblike v žlahtnejšo), s čimer se je tedaj ukvarjal večji del Firenčanov. Obseg dela se je zelo povečal, ko so Firence 1406 zavzele Piso s pristaniščem in so se jim odprle morske poti. Posli so spodbujali tudi bančništvo.
Giovanni se je bančništva učil pri oddaljenem bratrancu v Rimu. Kmalu je tudi sam (z doto žene Piccarde Bueri) s partnerji odprl poslovalnico v Genovi in Rimu in si pridobil kooperante v mestu Brugge in Londonu.
Bolj kot posli z volno je Giovanniju pri razvoju bančništva pomagalo poznanstvo z Baldassarre Cosso, sinom obubožane stare neapeljske družine, ki je delal kariero v cerkvi. Giovanni ga je ob tem vzponu finančno podpiral in ko je Cossa 1410 res postal protipapež Janez XXIII., je naredil Giovannija za bankirja rimske kurije. Cosso so 1414 na koncilu v Konstanci odstavili in novi papež Martin V. je za vatikanske bankirje izbral konkurenčno rimsko družino Spini. Ta je 1420 bankrotirala in Banca de' Medici je spet prevzela vatikansko bančništvo. Postala je največja banka in najdonosnejši posel v Evropi.
Giovanni je bil član ceha predelovalcev volne Arte della Lana, ki je prevzel gradnjo stolnice Santa Maria del Fiore, in član ceha bankirjev in menjalcev denarja  Arte del Cambio, katerega ugled se je od 1252, ko je izdal firenški zlatnik florint, stalno vzpenjal.
Giovanni se je zavedal, da Medičejci v Firencah nimajo tradicije in je zelo pazil, da  ne bi prekrižal poti kaki stari patricijski družini, ki so v mestu imele glavno besedo. Ni se ponašal z bogastvom, živel je skromno, v politiki je sodeloval toliko, kolikor je bilo potrebno, da se someščanom ni zameril. V letih 1402, 1408 in 1411 je bil eden od priorjev v signorii. 1421 je bil 2 meseca gonfaloniere (župan). Nekajkrat je bil član različnih delegacij. Bolj mu je bil pri srcu srednji in nižji sloj meščanov (minuto populo). Poznan je bil kot donator, s prispevki je sodeloval pri mestnih projektih Na ta način si je ustvaril naklonjenost meščanov, in je svojim naslednikom ustvaril temelje za politični vzpon.
Givanni je imel 2 sina: Cosima in Lorenza, iz katerih izhajata starejša in mlajša veja rodu Medičejcev. Kot začetnika vej sta kasneje oba dobila vzdevek Starejši

## Predniki in nasledniki
```
Averardo (imenovan Bicci) † 1363
│
├─ Francesco
│ │
│ └─ Averardo *1373, †1434
│ 
│
└─ Giovanni di Bicci  *1360, †1429
    │
    ├─ 
Cosimo Starejši
  * 1389, † 1464 (začetni starejše veje rodu Medičejcev)
    │
    └─ Lorenzo Starejši  * 1394, † 1440 (začetnik mlajše veje rodu Medičejcev)
```